# 南堡通济桥
通济桥，又称浍水桥，位于山西省临汾市侯马市新田乡南堡村西南，是一座七孔石桥，跨浍水河，南北向，黄砂岩砌筑，长107.78米，宽17.79米，高8米。传为晋平公与齐景公相会地，金、元、清均曾重修。

## 保护
1996年12月，通济桥公布为侯马市文物保护单位。2016年6月6日，通济桥公布为第五批山西省文物保护单位，编号5-126。